# シャイロン・マルティス
シャイロン・ベンジャミン・マルティス（Shairon Benjamin Martis, 1987年3月30日 - ）は、オランダ領アンティルのキュラソー島ウィレムスタッド出身のプロ野球選手（投手）。右投右打。
台湾球界での登録名は「馬帝斯」。

## 経歴

### プロ入りとジャイアンツ傘下時代
2004年2月10日に16歳でサンフランシスコ・ジャイアンツと契約してプロ入りする。
2005年にルーキー級アリゾナリーグ・ジャイアンツでプロデビュー。11試合に登板し、2勝1敗1セーブ、防御率1.85の好成績を残す。
2006年開幕前の3月に開催された第1回WBCのオランダ代表に選出された。10日のパナマ戦に先発登板。味方打線が5回までに10点を奪うと、マルティス自身も大会規定の球数制限65球で7回を投げ切って無安打無失点に抑え、コールドゲームのため参考記録ながらもノーヒットノーランを達成した。
シーズンはA級オーガスタ・グリーンジャケッツで15試合に登板し、6勝4敗、防御率3.64だった。

### ナショナルズ時代

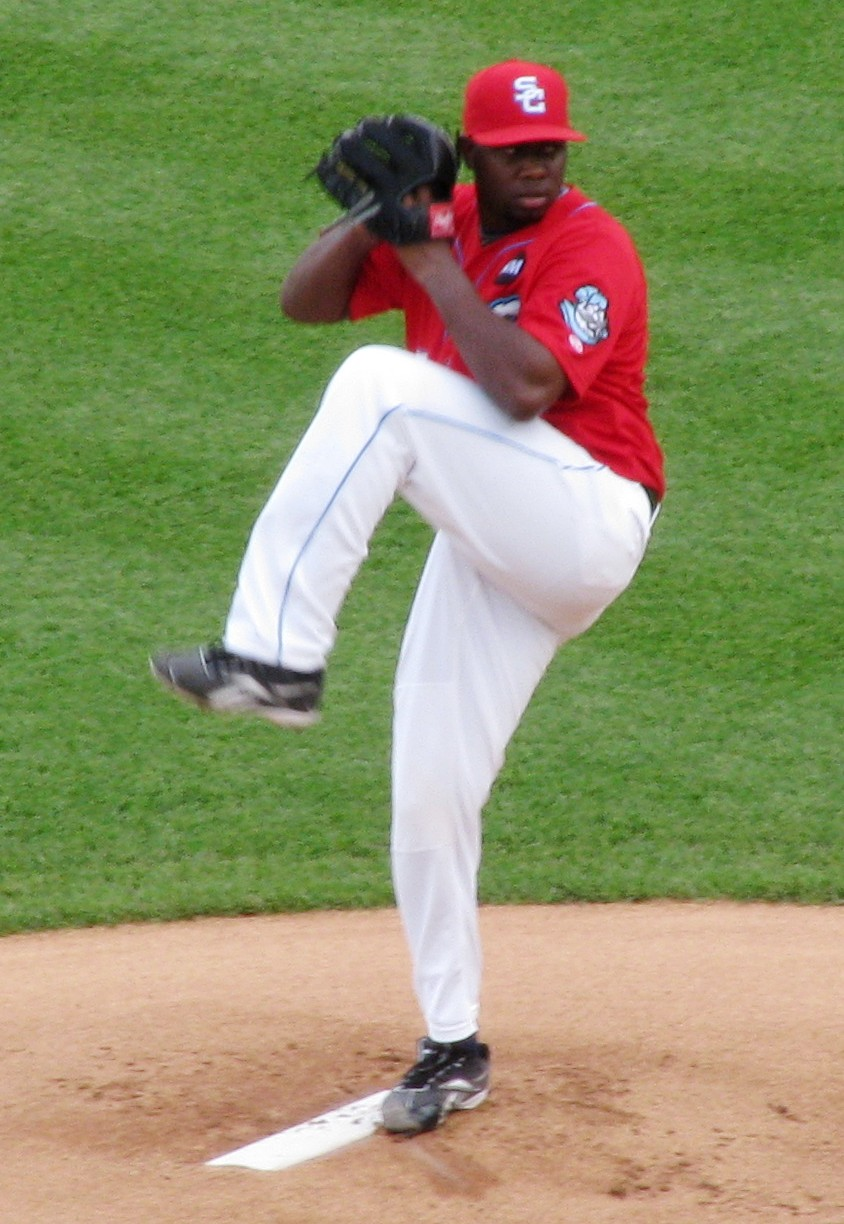
ワシントン・ナショナルズ時代
(2009年9月7日)

2006年7月28日にマイク・スタントンとのトレードで、ワシントン・ナショナルズへ移籍した。A級サバンナ・サンドナッツで4試合に登板し、1勝1敗、防御率3.80だった。8月にA+級ポトマック・ナショナルズへ昇格した。2試合に登板し、0勝2敗、防御率3.00だった。9月にAA級ハリスバーグ・セネターズへ昇格。1試合に登板し、0勝1敗、防御率12.60だった。
2007年はA+級ポトマックで27試合に登板し、14勝8敗、防御率4.23という成績を収める。
2008年8月には北京オリンピックの野球オランダ代表に選出されている。14日の予選リーグ第2戦、アメリカ合衆国との試合ではスティーブン・ストラスバーグと投げ合ったが、4.2回5失点で敗戦投手となった。大会終了後の9月1日にナショナルズとメジャー契約を結び、4日のアトランタ・ブレーブス戦でメジャーデビュー。9月23日のフロリダ・マーリンズ戦で初勝利を挙げた。
2009年春、第2回WBCへの出場を辞退してスプリングトレーニングで首脳陣にアピールした結果、先発ローテーションに4番手として入ることに。開幕から7試合で5勝0敗としたが、その後3試合16イニングで17失点と崩れ、6月27日のボルチモア・オリオールズ戦を最後にAAA級シラキュース・チーフスへ降格。そのままメジャーでは登板することなくシーズンを終えた。
2010年はスプリングトレーニングで先発ローテーション最後の一枠をストラスバーグやリバン・ヘルナンデスらと争うも、開幕メジャー入りはならず。前年に引き続きAAA級シラキュースで投げ、8勝7敗・防御率4.09を記録したが、メジャーへ昇格することはなかった。オフは、ベネズエラのウィンターリーグであるリーガ・ベネソラーナ・デ・ベイスボル・プロフェシオナルのナベガンテス・デル・マガリャーネスでプレーした。
2011年1月24日にDFAとなり、2月2日にAAA級シラキュースへ降格した。この年はAA級ハリスバーグで過ごす。オフの9月20日に第39回IBAFワールドカップのオランダ代表に選出された。同大会では一次ラウンド初戦のチャイニーズタイペイ戦では7回1失点で勝利投手となり、二次ラウンドのオーストラリア戦でも7安打を浴びながら6.1回1失点と粘りの投球を見せた。最終的にヨーロッパの国としては、1938年大会のイギリス代表以来73年ぶりの優勝を果たした。この栄誉を称えて代表24人全員に「サー」の爵位が贈られ、マルティスにも贈られた。ワールドカップ終了後の11月2日にFAとなった。

### パイレーツ傘下時代
2011年11月23日にピッツバーグ・パイレーツとマイナー契約を結んだ。
2012年はAAA級インディアナポリス・インディアンスで4試合に登板し、防御率7.56だった。4月下旬にAA級アルトゥーナ・カーブへ降格。11試合に登板し、6勝2敗、防御率4.56だった。

### ツインズ時代
2012年6月27日に金銭トレードでミネソタ・ツインズへ移籍。
2013年開幕前の3月に開催された第3回WBCのオランダ代表に選出され、2大会ぶり2度目の選出を果たした。シーズンではAAA級ロチェスター・レッドウイングスで42試合に登板し、2勝4敗11セーブ、防御率4.26だった。9月8日にツインズとメジャー契約を結んだ。この年は6試合に登板し、0勝1敗、防御率5.59だった。10月2日に40人枠を外れ、AAA級ロチェスターへ降格した。10月7日にFAとなった。

### 台湾球界時代
2014年2月26日、中華職業棒球聯盟の統一セブンイレブン・ライオンズと契約した。同年限りで退団した。
2015年2月17日に「GLOBAL BASEBALL MATCH 2015 侍ジャパン 対 欧州代表」の欧州代表に選出された。3月10日の第1戦に4番手として登板している。

### ブルーフィッシュ時代
2015年5月に独立リーグであるアトランティックリーグのブリッジポート・ブルーフィッシュと契約した。しかし、1試合の登板で6月1日に解雇となった。

### ソルトドッグス時代
2015年6月5日に独立リーグであるアメリカン・アソシエーションのリンカーン・ソルトドッグスと契約を結んだ。またこの球団には、オランダ代表として一緒にプレーした事があるクルト・スミスが所属していた。オフの10月12日に第1回WBSCプレミア12のオランダ代表候補選手36名に選出され、10月20日に第1回WBSCプレミア12のオランダ代表選手28名に選出された。大会終了後はドミニカ共和国のウィンターリーグでプレー。
2016年開幕前の1月18日にキューバ代表との強化試合のオランダ代表に選出された が、同試合は雨天中止となった。オフの9月7日に第34回ヨーロッパ野球選手権大会のオランダ代表に選出された。同大会で優勝を果たした。また、10月26日に日本代表との強化試合のオランダ代表を辞退し、ウィンターリーグに参加した。
2017年開幕前の2月7日に同年のアメリカ遠征のオランダ代表に選出された。2月9日に第4回WBCのオランダ代表に選出され、2大会連続3度目の選出を果たした。

### オリオールズ傘下時代
2017年4月2日にオリオールズとマイナー契約を結んだが、7月19日にオリオールズからFAとなった。

### ソルトドッグス復帰
7月27日にリンカーン・ソルトドッグスへ復帰し2019年までプレーした。

### オランダリーグ時代
2020年は、母国オランダのリーグ、ホーフトクラッセのL&Dアムステルダム・パイレーツでプレーした。

## 投球スタイル
主な持ち球は、92 mph（約148.1 km/h）前後のフォーシーム・ファストボールと80mph（約128.8 km/h）のチェンジアップ、それに75-85 mph（約120.7-136.8 km/h）のスライダーで、特にスライダーは2-3種類の曲がり方をする。2009年にナショナルズGMのマイク・リゾは、マルティスの投球について「目を見張るような球速はない」としつつ「彼は3つの球種を4つのゾーンに投げ分けて打者をアウトにする」と解説している。そのほか、左打者に対してのみ稀にツーシーム・ファストボールを投じることがある。

## 詳細情報

### 年度別投球成績
| 年 度     | 球 団     | 登 板 | 先 発 | 完 投 | 完 封 | 無 四 球 | 勝 利 | 敗 戦 | セ 丨 ブ | ホ 丨 ル ド | 勝 率 | 打 者 | 投 球 回 | 被 安 打 | 被 本 塁 打 | 与 四 球 | 敬 遠 | 与 死 球 | 奪 三 振 | 暴 投 | ボ 丨 ク | 失 点 | 自 責 点 | 防 御 率 | W H I P |
| --------- | --------- | ----- | ----- | ----- | ----- | -------- | ----- | ----- | -------- | ----------- | ----- | ----- | -------- | -------- | ----------- | -------- | ----- | -------- | -------- | ----- | -------- | ----- | -------- | -------- | ------- |
| 2008      | WSH       | 5     | 4     | 0     | 0     | 0        | 1     | 3     | 0        | 0           | .250  | 92    | 20.2     | 18       | 5           | 12       | 0     | 0        | 23       | 1     | 0        | 14    | 13       | 5.66     | 1.45    |
| 2009      | WSH       | 15    | 15    | 1     | 0     | 1        | 5     | 3     | 0        | 0           | .625  | 377   | 85.2     | 83       | 11          | 39       | 3     | 4        | 34       | 3     | 0        | 52    | 50       | 5.25     | 1.42    |
| 2013      | MIN       | 6     | 0     | 0     | 0     | 0        | 0     | 1     | 0        | 0           | .000  | 39    | 9.2      | 6        | 3           | 4        | 0     | 0        | 7        | 0     | 0        | 6     | 6        | 5.59     | 1.03    |
| 2014      | 統一      | 28    | 23    | 0     | 0     | 0        | 8     | 7     | 0        | 2           | .533  | 630   | 151.2    | 142      | 5           | 44       | 1     | 7        | 67       | 4     | 0        | 59    | 53       | 3.15     | 1.23    |
| MLB：3年  | MLB：3年  | 26    | 19    | 1     | 0     | 1        | 6     | 7     | 0        | 0           | .462  | 508   | 116.0    | 107      | 19          | 55       | 3     | 4        | 64       | 4     | 0        | 72    | 69       | 5.35     | 1.40    |
| CPBL：1年 | CPBL：1年 | 28    | 23    | 0     | 0     | 0        | 8     | 7     | 0        | 2           | .533  | 630   | 151.2    | 142      | 5           | 44       | 1     | 7        | 67       | 4     | 0        | 59    | 53       | 3.15     | 1.23    |

- 2016年度シーズン終了時

### WBCでの投手成績
| 年 度 | 代 表    | 登 板 | 先 発 | 勝 利 | 敗 戦 | セ ｜ ブ | 打 者 | 投 球 回 | 被 安 打 | 被 本 塁 打 | 与 四 球 | 敬 遠 | 与 死 球 | 奪 三 振 | 暴 投 | ボ ｜ ク | 失 点 | 自 責 点 | 防 御 率 |
| ----- | -------- | ----- | ----- | ----- | ----- | -------- | ----- | -------- | -------- | ----------- | -------- | ----- | -------- | -------- | ----- | -------- | ----- | -------- | -------- |
| 2006  | オランダ | 1     | 1     | 1     | 0     | 0        | 22    | 7.0      | 0        | 0           | 1        | 0     | 0        | 0        | 0     | 0        | 0     | 0        | 0.00     |
| 2013  | オランダ | 2     | 0     | 0     | 0     | 0        | 31    | 7.0      | 7        | 1           | 3        | 0     | 0        | 4        | 0     | 0        | 7     | 4        | 5.14     |
| 2017  | オランダ | 5     | 0     | 1     | 0     | 0        | 28    | 7.2      | 3        | 0           | 2        | 0     | 0        | 3        | 0     | 0        | 1     | 1        | 1.17     |
| 2023  | オランダ | 1     | 1     | 1     | 0     | 0        | 15    | 3.1      | 3        | 0           | 2        | 0     | 0        | 4        | 0     | 0        | 0     | 0        | 0.00     |

- 太字は大会最高

### オリンピックでの投手成績
| 年 度 | 代 表    | 登 板 | 先 発 | 勝 利 | 敗 戦 | セ ｜ ブ | 打 者 | 投 球 回 | 被 安 打 | 被 本 塁 打 | 与 四 球 | 敬 遠 | 与 死 球 | 奪 三 振 | 暴 投 | ボ ｜ ク | 失 点 | 自 責 点 | 防 御 率 |
| ----- | -------- | ----- | ----- | ----- | ----- | -------- | ----- | -------- | -------- | ----------- | -------- | ----- | -------- | -------- | ----- | -------- | ----- | -------- | -------- |
| 2008  | オランダ | 2     | 2     | 0     | 2     | 0        | --    | 10.2     | 10       | 2           | 5        | 0     | 0        | 11       | 0     | 0        | 8     | 8        | 6.75     |

### WBSCプレミア12での投手成績
| 年 度 | 代 表    | 登 板 | 先 発 | 勝 利 | 敗 戦 | セ ｜ ブ | 打 者 | 投 球 回 | 被 安 打 | 被 本 塁 打 | 与 四 球 | 敬 遠 | 与 死 球 | 奪 三 振 | 暴 投 | ボ ｜ ク | 失 点 | 自 責 点 | 防 御 率 |
| ----- | -------- | ----- | ----- | ----- | ----- | -------- | ----- | -------- | -------- | ----------- | -------- | ----- | -------- | -------- | ----- | -------- | ----- | -------- | -------- |
| 2015  | オランダ | 2     | 1     | 2     | 0     | 0        | 25    | 7.2      | 4        | 2           | 1        | 0     | 0        | 6        | 0     | 0        | 2     | 2        | 2.35     |
| 2019  | オランダ | 2     | 0     | 0     | 0     | 0        | 12    | 1.1      | 7        | 1           | 2        | 0     | 0        | 0        | 0     | 0        | 6     | 6        | 40.50    |

- 太字は大会最高

### 背番号
- 51 (2008年 - 同年終了)
- 39 (2009年 - 同年終了)
- 64 (2013年 - 2014年)

### 代表歴
- 2006 ワールド・ベースボール・クラシック・オランダ代表
- 2011 IBAFワールドカップ オランダ代表
- 2013 ワールド・ベースボール・クラシック・オランダ代表
- 2015 WBSCプレミア12 オランダ代表
- 2016年ヨーロッパ野球選手権大会オランダ代表
- 2017 ワールド・ベースボール・クラシック・オランダ代表
- 2019年ヨーロッパ野球選手権大会オランダ代表
- 2019 WBSCプレミア12 オランダ代表
- 2023 ワールド・ベースボール・クラシック・オランダ代表